# 408年
| 千纪： | 1千纪 |
| 世纪： | 4世纪 \| 5世纪 \| 6世纪 |
| 年代： | 370年代 \| 380年代 \| 390年代 \| 400年代 \| 410年代 \| 420年代 \| 430年代                                                                                    |
| 年份： | 403年 \| 404年 \| 405年 \| 406年 \| 407年 \| 408年 \| 409年 \| 410年 \| 411年 \| 412年 \| 413年                                                              |
| 纪年： | 戊申年（猴年）；东晋义熙四年；后秦弘始十年；北魏天赐五年；北凉永安八年；南燕太上四年；西涼建初四年；北燕正始二年；夏龍昇二年；南凉嘉平元年；高句丽永乐十八年 |

## 大事记
- 中国
  - 南凉恢复使用年号。
  - 後秦將齊難率步騎二萬攻討夏王赫連勃勃，全軍覆沒，兵敗被俘。
- 西羅馬帝國
  - 西羅馬帝國皇帝霍諾留放棄與拜占庭帝國作戰的打算，與西哥特王國亞拉里克一世解除盟約，支付4000羅馬磅黃金作為補償。
  - 西羅馬帝國皇帝霍諾留以謀反的罪名處死了名將斯提利科，斯提利科麾下將士幾乎轉投西哥特王國亞拉里克一世，亞拉里克一世隨即以未獲得補償金為由包圍羅馬，獲得巨額黃金。
- 拜占庭帝国
  - 狄奧多西二世登基为拜占庭皇帝。

## 出生
- 拓跋焘，北魏皇帝（452年去世，44岁）

## 逝世
- 阿卡狄奥斯，拜占庭皇帝
- 2月5日 - 王謐，字稚遠，琅邪臨沂（今山東臨沂）人。東晉末年重要官員，東晉建威將軍王劭子，因四伯父王協無子而過繼過去作嗣子。